# Burkely Duffield
Burkely Duffield (Vancouver, 9 agosto 1992) è un attore canadese, noto per il ruolo di Eddie Miller nella serie televisiva Anubis.

## Biografia
Uno dei suoi primi ruoli è stato quello di Jonathan Chandler nel film Appuntamento sotto il vischio, nello stesso anno interpreta poi il ruolo del protagonista 12 anni prima in Pathfinder - La leggenda del guerriero vichingo. Nel 2007 ha interpretato George Michael Kid in Kickin'It Old Skool e il giovane Hudson in Terapia d'amore. Ha avuto una parte anche nella mini-serie statunitense Masters of Science Fiction nei panni di Will. Burkely è inoltre comparso in Asso di cuori nel ruolo di Kenny e preso parte alla serie televisiva Aliens in America.
Ha poi partecipato nel 2008 e nel 2011 rispettivamente a Il figlio dell'inganno e Super Twister, sempre nel 2011 interpreta anche il ruolo di Lloyd in Rags e nel 2012 in Anubis, A Mother's Nightmare e Supernatural. Ha interpretato Vic West nel film Paper Angels. Ha fatto un'apparizione in The Tomorrow People nell'episodio 3.

## Filmografia

### Cinema
- Pathfinder - La leggenda del guerriero vichingo (Pathfinder), regia di Marcus Nispel (2007)
- Kickin It Old Skool, regia di Harvey Glazer (2007)
- Terapia d'amore (Numb), regia di Matthew Perry (2007)
- Asso di cuori (Ace of Hearts), regia di David Mackay (2008)
- Warcraft - L'inizio (Warcraft), regia di Duncan Jones (2016)
- Una stagione da ricordare (The Miracle Season), regia di Sean McNamara (2018)
- C'è qualcuno in casa tua (There's Someone Inside Your House), regia di Patrick Brice (2021)

### Televisione
- Appuntamento sotto il vischio (Under the Mistletoe), regia di George Mendeluk – film TV (2006)
- I maestri della fantascienza (Masters of Science Fiction) – serie TV, 1 episodio (2007)
- Aliens in America – serie TV, 1 episodio (2008)
- Il figlio dell'inganno (And Baby Will Fall), regia di Bradley Walsh – film TV (2011)
- Super Storm: L'ultima tempesta (Mega Cyclone), regia di Sheldon Wilson – film TV (2011)
- Rags, regia di Bille Woodruff – film TV (2012)
- L'incubo di una madre (A Mother's Nightmare), regia di Vic Sarin – film TV (2012)
- Anubis (House of Anubis) – serie TV, 79 episodi (2012-2013)
- The Tomorrow People – serie TV, 1 episodio (2013)
- I Murphy (Jinxed), regia di Stephen Herek – film TV (2013)
- My Mother's Future Husband, regia di George Erschbamer – film TV (2014)
- Paper Angels, regia di David Winning – film TV (2014)
- Una pazza crociera (One Crazy Cruise), regia di Michael Grossman – film TV (2015)
- Minority Report – serie TV, 2 episodi (2015)
- The Arrangement – serie TV, 2 episodi (2017)
- Beyond – serie TV, 20 episodi (2016-2018)
- Supernatural – serie TV, 2 episodi (2012-2019)
- Caught in His Web, regia di Hannah Cheesman – film TV (2022)

## Doppiatori italiani
Nelle versioni in italiano dei suoi film, Burkely Duffield è stato doppiato da:
- Marco Benedetti in Anubis[1]
- Federico Viola in C'è qualcuno in casa tua